# Georgios Gennadios

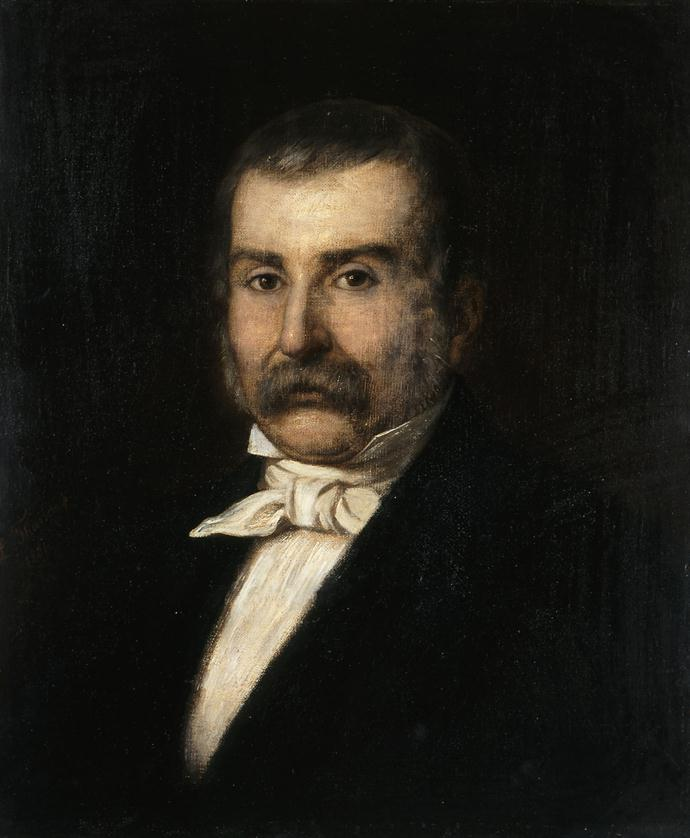
Georgios Gennadios, gemalt von Ludwig Thiersch

Georgios Gennadios (griechisch Γεώργιος Γεννάδιος, * 1786 in Selymbria (gr. Σηλυβρία), Ostthrakien; † 1854) war ein griechischer Gelehrter (genannt „Lehrer des Volkes“, Διδάσκαλος του Γένους) und ein Held im Aufstand von 1821.

## Lebenslauf
Gennadios wurde 1786 in Silyvria geboren. Seine Vorfahren stammten aus Ostthrakien und Zagori. Sein Vater war der Priester Anastasios, genannt Papanastasios (gr. Παπαναστασίος) und seine Mutter Anna bzw. Susanna. Aufgrund der Grausamkeiten der Türken beschloss sein Vater, zusammen mit seiner Familie, zu fliehen und ging nach Silyvria in Thrakien, wo er nach drei Jahren verstarb. Seine Mutter zog mit ihrem Sohn nach Doliana, wo ihre Verwandten sich aufhielten. Dort begann Gennadios seine Schulbildung. Als sich Gennadios als bester Schüler des Ortes erwies, wurde er nach Ioannina zur Schule geschickt. Danach ging er nach Bukarest zum Studium. Einer seiner Onkel war dort Abt eines Klosters, sein Lehrer Lampros Fotiadis (gr. Λάμπρος Φωτιάδης), damals ein berühmter Gelehrter in Bukarest. Gennadios setzte sein Studium 1809 in Leipzig fort, 1814 kehrte er nach Bukarest zurück. 1817 wurde er Leiter der griechischen Schule in Odessa.
Während der Griechischen Revolution nahm er wagemutig an verschiedenen Gefechten teil. Nach der Errichtung des griechischen Staates, arbeitete er für ein Waisenheim auf Ägina und setzte sich für die Gründung der Griechischen Nationalbibliothek ein. Daraufhin wurde er zum Professor und Gymnasialrektor ernannt.
Als er im November 1854 starb, wurde er für sein kirchliches und volksbildnerisches Werk geehrt. Sein Tod wurde als nationale Tragödie bezeichnet.

## Veröffentlichungen (Auswahl)
- Γραμματική της αρχαίας Ελληνικής γλώσσης (Grammatik der alten Griechischen Sprache). 1832.
- Σύνοψις της Ιεράς Ιστορίας (Überblick der Heiligen Geschichte). 1835.
- Κατήχησις ή Ορθόδοξος διδασκαλία της Ανατολικής Εκκλησίας (Katechese oder „Orthodoxe Lehre“ der Ostkirche). 1835.